# Grenade (arme)
Pour les articles homonymes, voir Grenade.

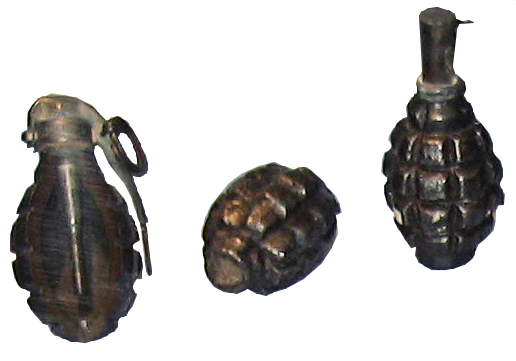
Grenades F1 françaises.

Une grenade est une petite bombe dont la mise à feu est, contrairement à une mine, déclenchée volontairement par un dispositif pyrotechnique. C'est une arme particulièrement efficace contre un groupe d'ennemis dans un milieu relativement clos et qui ne peut pas être atteint directement par un tir d'arme à feu. Elle est aussi utilisée dans les feux d'artifice.
Historiquement, elles sont apparues avec les explosifs (et donc la poudre), mais leurs conditions d'emploi difficiles les ont réservées à des situations particulières comme la bataille de Culloden. La plus grande production de poudre et les guerres de tranchées ont rendu son emploi fréquent pendant la Première Guerre mondiale jusqu'à créer des unités spécialisées.

## Histoire
Le précurseur de la grenade apparaît au plus tard au VIIIe siècle dans l’empire byzantin : il s’agit de récipients en céramique ou en verre remplis de feu grégeois, qui sont enflammés avant d’être lancés sur l’ennemi. De là, l’arme se diffuse à travers le monde arabe puis, via la route de la soie, en Chine, où elle évolue en un récipient métallique contenant de la poudre à canon.
À l’époque moderne, la grenade se diffuse en Europe sous la forme d’une sphère creuse en fer percée d’un trou permettant de la remplir de poudre et par lequel passe une mèche permettant la mise à feu. Ce modèle évolue peu jusqu’à l’invention en 1903 de la grenade à détonateur à percussion par l’officier serbe Miloš Vasić, qui deviendra la grenade M12, utilisée pendant les guerres balkaniques et lors de l’attentat de Sarajevo.

## Types

### Grenade à main
Depuis l'invention du concept de la grenade en 1044 et son utilisation massive dans les conflits, notamment durant les deux guerres mondiales, la grenade à main s'est imposée comme une arme incontournable des unités militaires. De forme sphérique ou ovoïde, pesant quelques centaines de grammes, la grenade à main existe aujourd'hui en une multitude de variantes.
Les grenades à main se classent en trois catégories : « défensive », « offensive », et « spéciale ». La grenade défensive a pour objectif de saturer en éclats métalliques une zone assez large, tandis que la grenade offensive - conçue afin de produire moins d'éclats - contient une charge explosive plus élevée, générant ainsi un effet de souffle plus important (ce qui la rend destructrice dans un environnement confiné, tel une pièce d'un bâtiment). La troisième catégorie rassemble toutes les grenades qui ont un objectif prédéfini : la destruction de matériel pour la grenade incendiaire, le marquage de cibles pour la fumigène, la destruction de véhicules avec l'antichar et la neutralisation des ennemis ou des émeutes avec les grenades « flash bang » et lacrymogènes, etc.
Le principe de fonctionnement reste le même depuis la Mills bomb pour la majorité des grenades à main : une goupille maintient en position de sécurité le levier surnommé cuillère qui empêche le dispositif de s'armer. Une fois la goupille retirée, la main de l'opérateur peut encore retenir la cuillère, mais une fois libérée au moment du lancer, un ressort éjecte la cuillère et propulse un percuteur sur une amorce, qui allume une mèche lente, qui au bout de quelques secondes fait exploser la grenade.
Les grenades à main explosives sont également utilisées dans le civil pour déclencher les avalanches artificiellement[réf. nécessaire].

### Grenade assourdissante
Une grenade assourdissante est une arme défensive utilisée par les polices antiémeute ou dans les manifestations pour repousser les manifestants. Elle doivent théoriquement exploser en l'air afin de ne pas risquer de blesser les manifestants. Il est cependant arrivé qu'elles blessent gravement les manifestants dans différentes manifestations (voir article détaillé).

### Grenade à fusil
Entre les deux guerres mondiales, des grenades à fusil ont été développées. Elles s'adaptent au bout du canon de l'arme et utilisent l'énergie du tir d'une cartouche sans balle pour être propulsées plus loin que ne le ferait un lanceur humain.
Les grenades à fusil, contrairement aux grenades à main, sont des projectiles stabilisés munis d'un détonateur déclenchant la munition à l'impact. Cela permit d'en développer des versions antichar, dotées d'une charge creuse.
Elle est encore utilisée dans l'armée française (tirée avec un FAMAS).
Les grenades lacrymogènes peuvent également être lancées à l'aide d'un fusil.

### Lance-grenades
Le lance-grenades est une arme conçue pour tirer des grenades plus précisément qu'avec un dispositif de grenade à fusil. Le lance-grenades s'est d'ailleurs imposé à partir de 1970, et a depuis lors rapidement remplacé le système de grenade à fusil dans toutes les armées du monde.
Le lance-grenades existe sous plusieurs formes : arme individuelle, module monté sous le canon d'un fusil et lance-grenades lourd.

### Grenade de40mm
Les grenades de 40 mm sont des grenades pouvant être tirées depuis un canon spécifique. Elles existent en plusieurs versions, dont les deux principales sont les grenades basse vélocité et les grenades haute vélocité. Les grenades de 40 mm à basse vélocité ne sont pas plus puissantes que les grenades à main.
Les grenades de 40 mm sont les grenades standard, mais il existe également des grenades de 20 mm et 37 mm pour les armes spécialisées.

### Grenade propulsée par roquette
Durant la Seconde Guerre mondiale, des grenades plus lourdes propulsées par une fusée ont fait leur apparition dans les principales armées, tel le bazooka américain ou le RPG-2 russe. Ces grenades étaient des armes antichar. Bien plus tard, d'autres munitions à fragmentation, incendiaires ou thermobariques, destinées notamment à attaquer les troupes fortifiées, feront leur apparition. On nomme également ces armes lance-roquettes.

### Grenades sous-marines
Les grenades sous-marines sont des dispositifs explosifs lourds utilisés dans la chasse au sous-marin, avant l'invention des torpilles guidées. Elle fut inventée, ou du moins utilisée en 1917 (son origine reste controversée), lors de la Première Guerre mondiale, pour lutter contre les U-boot. Une fois le sous-marin repéré, par sonar, radar, ou même visuellement, des navires de surface ou des avions lâchaient les grenades (ressemblant la plupart du temps à de gros barils) réglées pour exploser à une profondeur déterminée, en espérant qu'elles explosent près de la cible. Il n'est pas nécessaire de toucher directement le submersible, l'eau n'étant pas compressible les ondes de choc des explosions se propagent à bonne distance sans perdre de leur force.

### Grenade chimique
Des grenades contenant des gaz de combat ont été utilisées au début de la Première Guerre mondiale.

## Insignes de grenades
Des insignes représentant les premières grenades à main, surmontées d'une flamme, sont présents sur des uniformes militaires :
- Canada : les Fusiliers Mont-Royal, les Fusiliers de Sherbrooke
- États-Unis : Ordnance Corps, Aviation ordnanceman (en)
- France : Gendarmerie nationale, Légion étrangère, Sapeurs Pompiers, École polytechnique, Douanes
- Royaume-Uni : Grenadier Guards
- Grèce : sur certains grades militaires de l'Armée de terre
- Italie : Carabinieri
- Pays-Bas : Maréchaussée royale
- Russie : l'Armée de terre russe, les VDV (troupes aéroportées)
- Suisse : Grenadier (grenadier d'infanterie, grenadiers de chars, grenadier de la police militaire), artillerie, Sapeurs Pompiers
- Ukraine : infanterie mécanisée

Les Grenadier Guards reçurent leur nom et leur badge de grenade enflammée lorsqu'ils repoussèrent une attaque de grenadiers français à Waterloo.

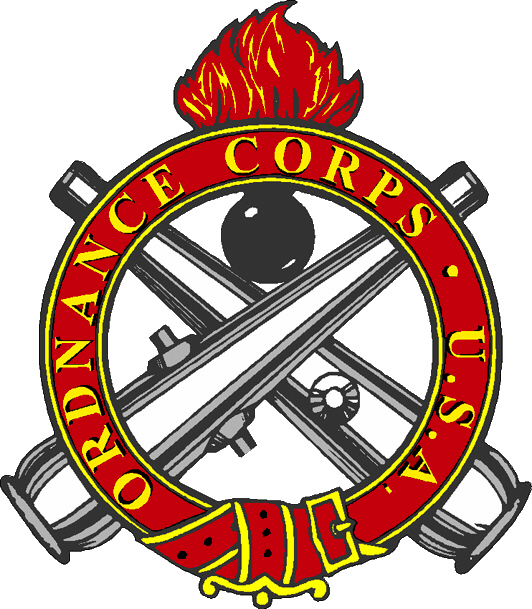
Insigne de l'Ordnance Corps américain.
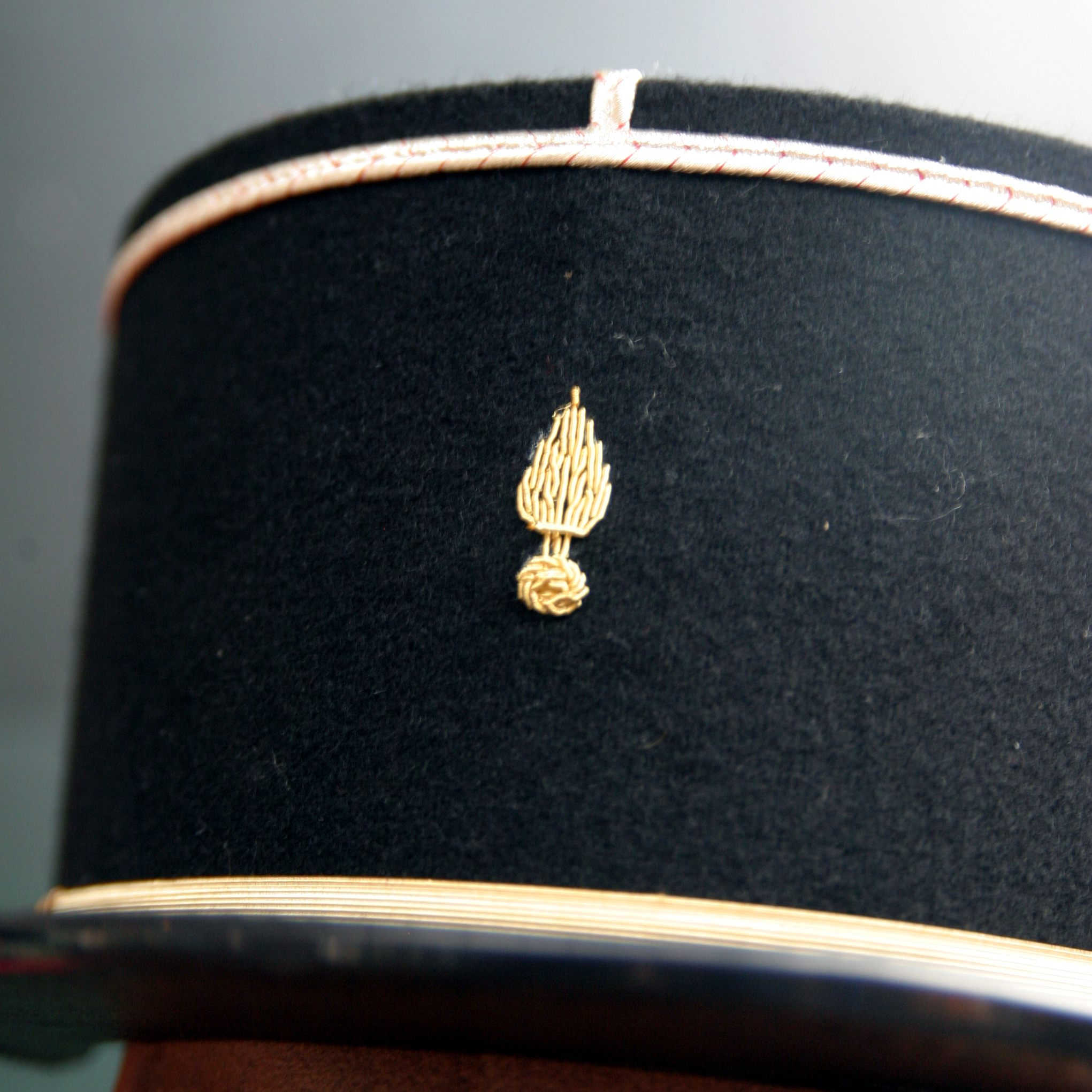
Grenade brodée sur un képi de l'Armée de terre française.
Fanions de la Légion étrangère française.
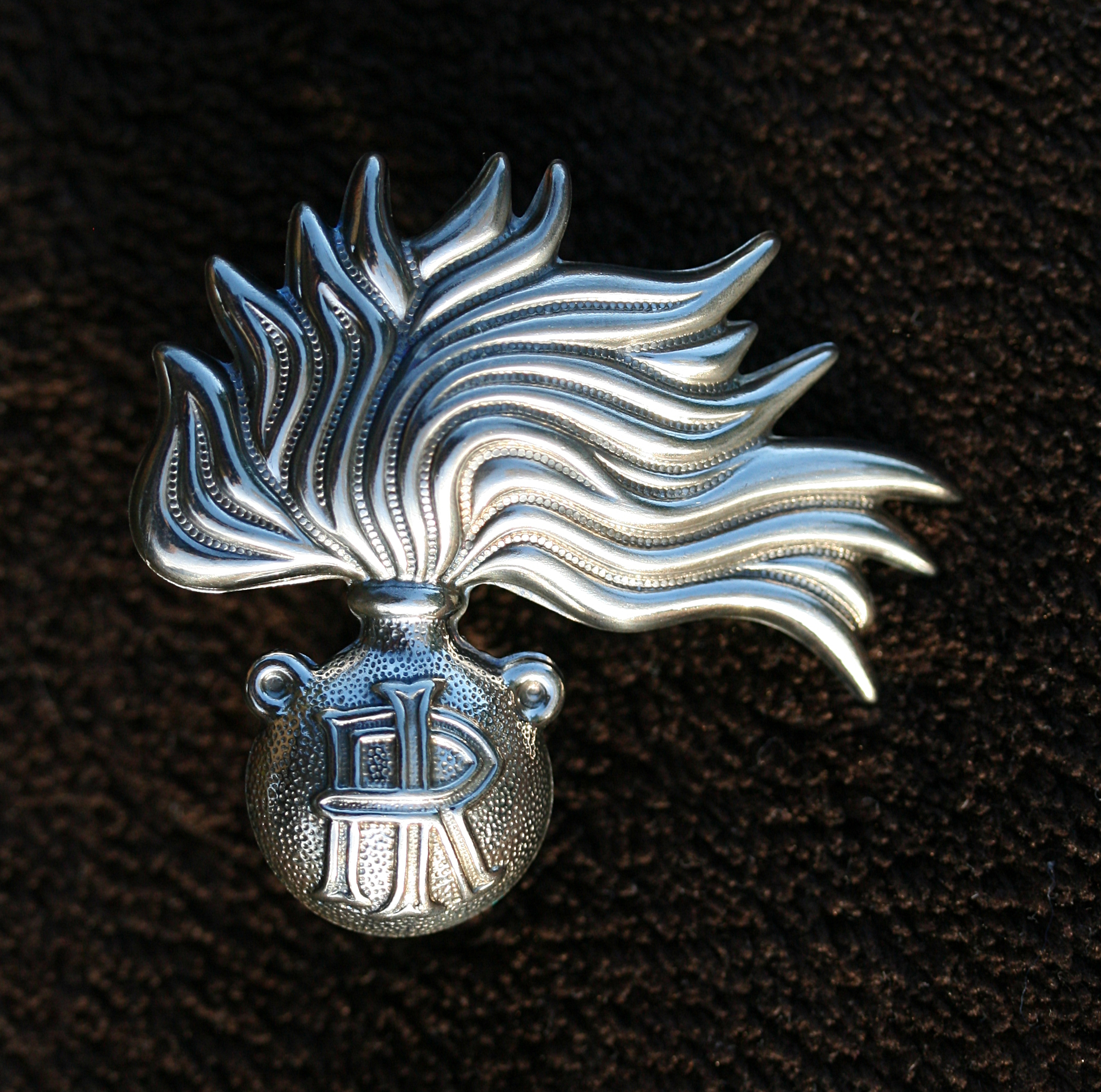
Insigne des carabinieri italiens.
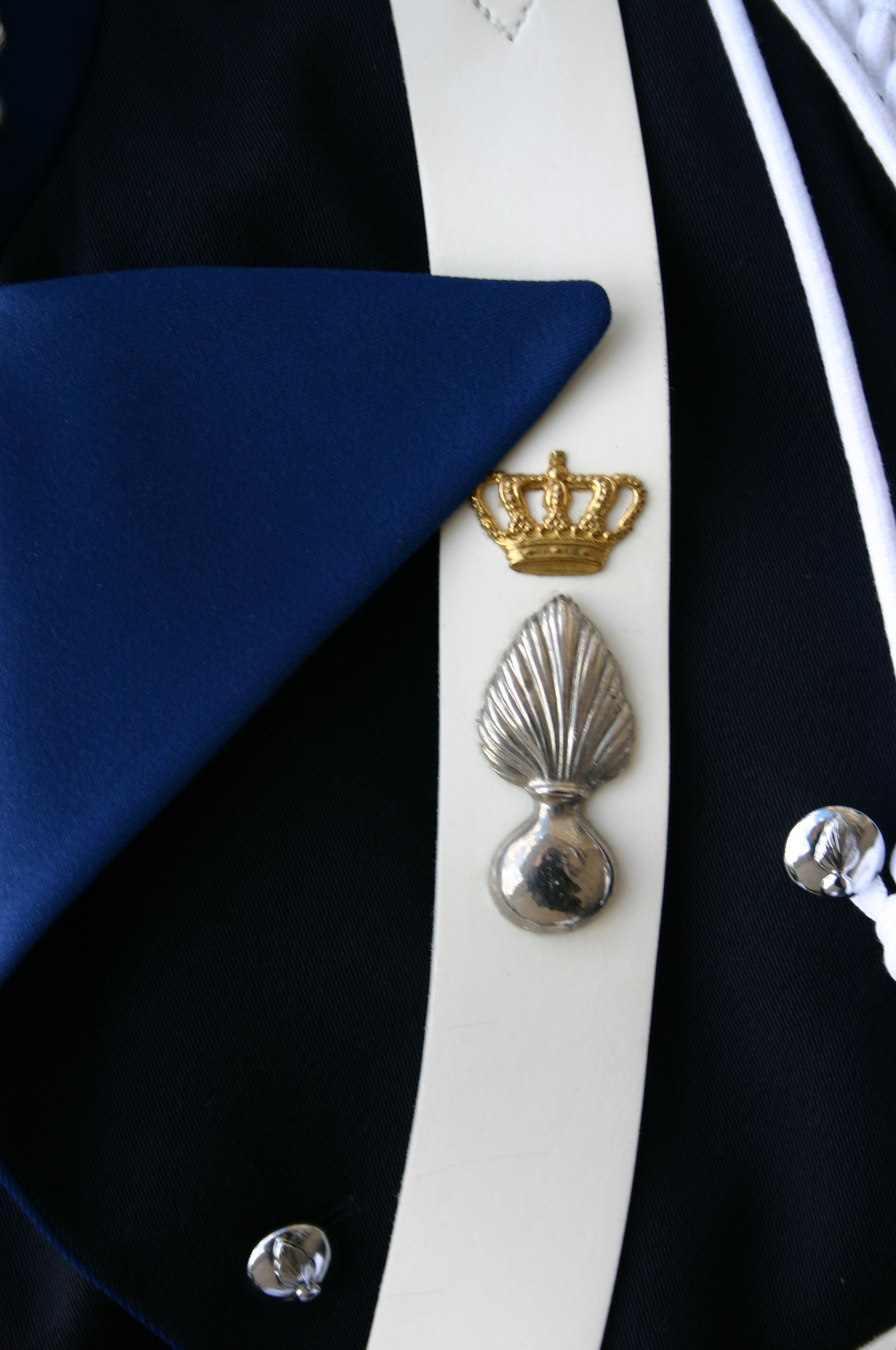
Insigne sur l'uniforme d'un garde de la Maréchaussée royale néerlandaise.
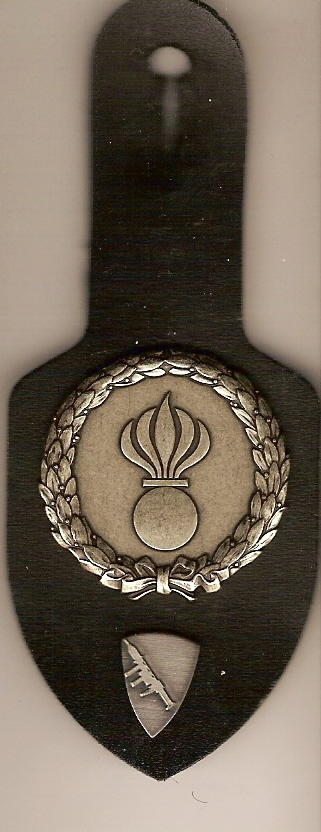
Pucelle de grenadier de l'Armée suisse, celui-ci est spécialisé Panzerfaust 3.
Emblème des VDV russes (troupes de parachutistes).
Fanions de l'Armée de terre russe.
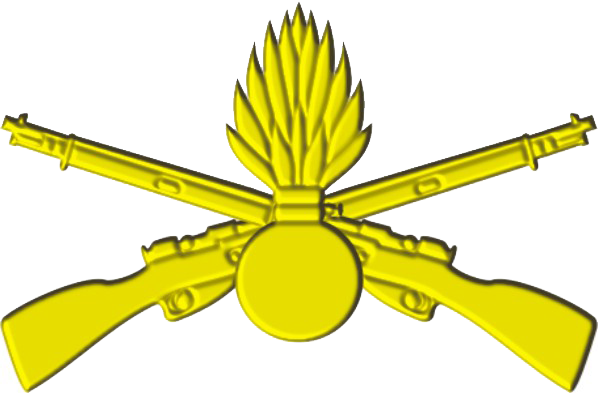
Insigne de l'Infanterie Mécanisée ukrainienne.

## Fabricants
- Allemagne :
  - Diehl BGT Defence : les grenades à fragmentation DM41 (de) et DM51 (de) équipent l'armée allemande ;
  - Rheinmetall.
- Belgique : Mecar — les grenades à fragmentation M72 HE équipent l'Armée belge.
- Chine : ?
- États-Unis : ?
- France : Alsetex — les grenades à fragmentation X F1 équipent l'Armée française.
- Russie : ?
- Suisse : RUAG Munition — les grenades à fragmentation HG 85 (en) équipent l'Armée suisse, l'Armée britannique et l'Armée néerlandaise.